# Gerard Malanga
Gerard Joseph Malanga (New York, 20 marzo 1943) è un poeta, fotografo, regista e archivista statunitense.

## Biografia
Nato nel Bronx, dopo aver studiato poesia e regia di film underground con il leggendario Willard Maas e la moglie Marie Menken all'università di Cincinnati, lavora con Andy Warhol come assistente dal 1963 al 1970 e presto diventa molto influente nella Factory. In quel periodo fu attore d'avanguardia in pellicole assai provocatorie ed erotiche come Couch (1964), Vinyl (1965) e Chelsea Girls (1966): la sua bellezza ed il suo carattere altezzoso lo resero uno dei protagonisti della Pop art.
A Gerard Malanga, che a metà degli anni sessanta fu anche manager di Warhol mentre quest'ultimo girava e produceva film sperimentali, si deve la messa a punto della tecnica della serigrafia che Warhol impiegò per la realizzazione di tante delle sue immagini pop. Nel 1969 fondò con il celebre amico il magazine Interview, da cui però venne licenziato prima dell'uscita del terzo numero. 
Negli anni settanta intensificò la sua attività di fotografo, stringendo amicizia con altri colleghi famosi e immortalando alte personalità letterarie come John Rechy (1973).
Impegnato nella produzione di un genere cinematografico crescente, la pornografia gay, si separò definitivamente da Warhol nel 1983 e due anni dopo venne nominato archivista della collezione di negativi di Robert Moses. I suoi ritratti di artisti vengono spesso pubblicati sulla rivista Unmuzzled OX. Malanga, considerato da molti un'icona gay, ha scritto ventitré libri, di cui una decina a sfondo poetico.

## Opere principali
- No Respect: New and Selected Poems, 1964-2000.
- Screen Tests, Portraits, Nudes 1964-1996.

## Doppiatori italiani
- Gianni Giuliano in Vinyl